# Samuel Sarphati
Samuel Sarphati (Amsterdam, 31 januari 1813 – aldaar, 23 juni 1866) was een Joods arts, chemicus, weldoener en broodfabrikant die een belangrijke rol speelde in de ontwikkeling van het onderwijs, de volksgezondheid, de stedenbouw en de nijverheid van Amsterdam in het midden van de 19e eeuw. Zo richtte hij de eerste broodfabriek op, introduceerde hij een gestructureerd systeem voor afvalinzameling en nam hij het initiatief tot de oprichting van het Paleis voor Volksvlijt en het Amstel Hotel.
Sarphati groeide uit tot een van de invloedrijkste figuren in de geschiedenis van Amsterdam. Naar hem zijn de Sarphatistraat en het Sarphatipark vernoemd, waar ook het Sarphatimonument staat als eerbetoon. Daarnaast werd hij tijdens het 750-jarig bestaan van de stad door de lezers van Het Parool verkozen tot 'de grootste Amsterdammer aller tijden'.

## Biografie

### Kinderjaren
Sarphati's Portugees-Joodse ouders waren eenvoudige middenstanders, zijn vader handelde in tabak. Ze woonden bij zijn geboorte op Nieuwe Keizersgracht 49, in het welvarende deel van de Joodse Buurt. Sarphati ging naar de Latijnse school en studeerde medicijnen in Leiden. Tijdens zijn studiejaren lag zijn interesse naast geneeskunst bij hygiëne en de chemie waarvoor hij onderscheidingen verwierf.

### Activiteiten voor een beter Amsterdam
Het was een 'vreemdeling', een kind van het 'Oude Volk', de zoon van een eenvoudige joodse middenstander die ten slotte de stad haar grootste 19de-eeuwse prestigeobject schonk. (...) Sarphati was een gedrevene, briljant, vol ideeën en initiatieven, overtuigend en doortastend, van het soort dat slechts een enkele keer in een gemeenschap opduikt en dat het woord 'onmogelijk' weigert te kennen. Hij sloeg de stad uit haar slaap.
— Daniël Schipper citeert Geert Mak

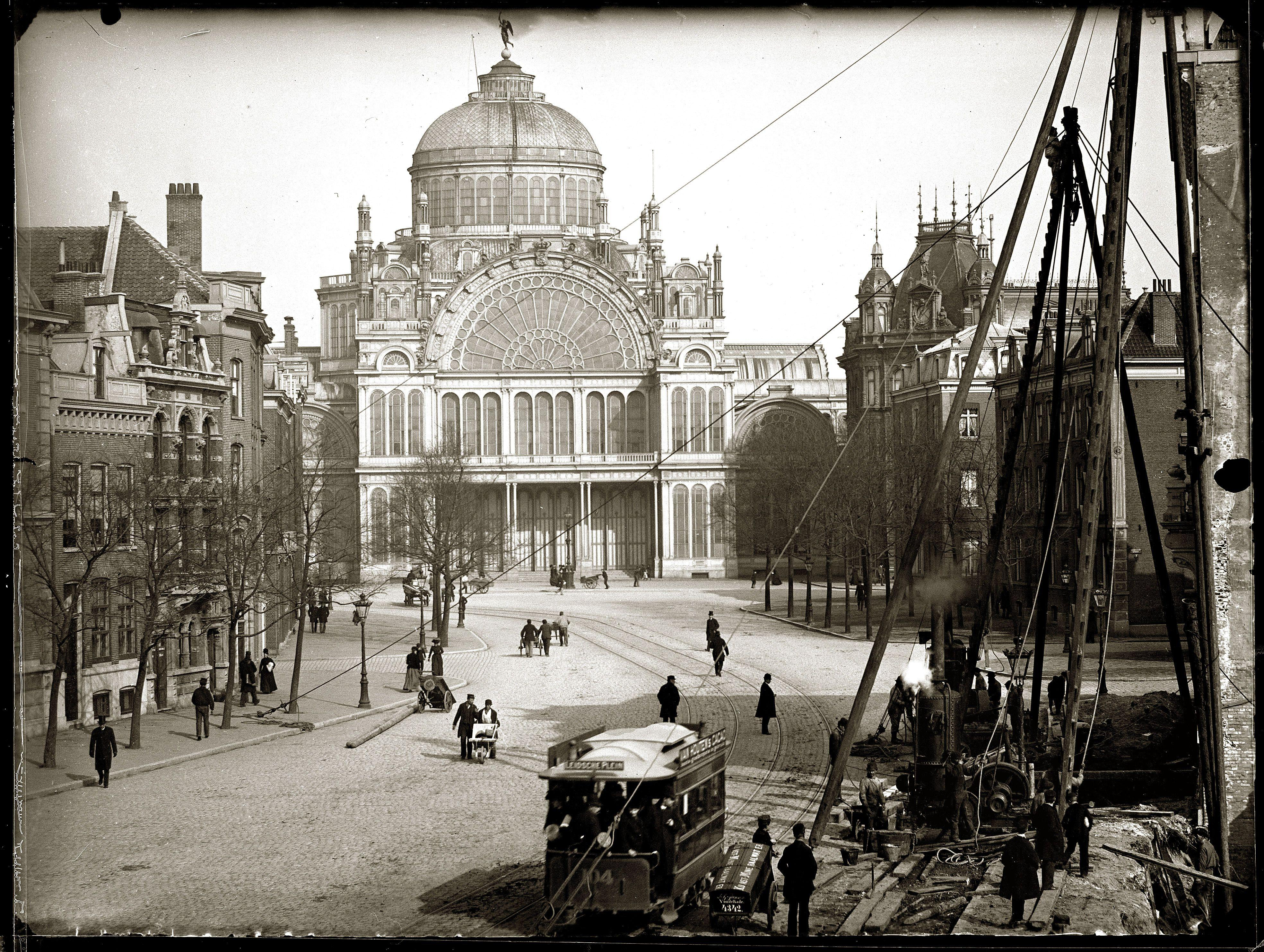
Het Paleis voor Volksvlijt vanaf de Weteringschans. Foto Jacob Olie, 1892.

Sarphati promoveerde op 27 juni 1839 aan de Universiteit Leiden en vestigde zich als huisarts in Amsterdam. Zijn praktijk confronteerde hem met de povere levensomstandigheden: acht procent van de bevolking leefde in kelders, de helft van de kinderen zat op een armenschool en de bevolkingsstatistieken leken op die van een derdewereldstad, met veel geboorten en veel sterfte en daarbovenop de stank van zwavel, mest en vuilnis. Vele van Sarphati's activiteiten kwamen de levenskwaliteit ten goede: hij ontwierp een uitbreidingsplan voor Amsterdam, zorgde voor een abattoir en de eerste broodfabriek van Nederland aan de Vijzelgracht met een wekelijkse productie van 9000 goedkope broden. In 1842 richtte hij de Nederlandse maatschappij ter bevordering der Pharmacie op. Voor de opkomende industrie stichtte hij de bank Crediet Mobilier. Ook was Sarphati in 1842 een van de oprichters van een particuliere academie voor handelsonderwijs.
Vooral vanaf het midden van de jaren 1840 ontplooide hij zijn organisatorisch talent. In 1847 kreeg hij een vergunning om afval te verzamelen en stichtte hij de Maatschappij tot bevordering van Landbouw en Landontginning. In 1852 richtte hij de Vereeniging voor Volksvlijt op en in 1855 de Maatschappij voor Meel- en Broodfabrieken die brood aanbood dertig procent onder de bakkersprijs. Dit soort inspanningen resulteerde rond 1870 in een stijging van de gemiddelde levensverwachting in Amsterdam. Hiernaast beïnvloedde hij de stadsuitbreiding en -verfraaiing met projecten zoals het Paleis voor Volksvlijt en het Amstel Hotel. Zijn ambitieuze plannen namen decennia in beslag en bezorgden hem de bijnaam de 'Amsterdamsche Haussmann'. Sarphati zou de realisatie van vele van zijn plannen niet meemaken. Wat hij wel meemaakte was de realisatie van het monumentale en moderne Paleis voor Volksvlijt op het Frederiksplein, op de plek waar later de Nederlandsche Bank zich zou vestigen. Bestaande uit vooral ijzer en glas leek dit nijverheids- en expositiegebouw op het Palais de l'Industrie uit Parijs of het Crystal Palace uit Londen.

### Overlijden
De 53-jarige Sarphati overleed in juni 1866, drie maanden na de eerstesteenlegging van 'zijn' Amstel Hotel. Sarphati was getrouwd met Abigaël Mendes de Leon. Het huwelijk bleef kinderloos. Hij werd begraven op de Portugees-Israëlitische begraafplaats Beth Haim in Ouderkerk aan de Amstel.

## Onderscheidingen
De inspanningen van Sarphati leverden hem verschillende onderscheidingen op. 
Koning Willem III benoemde hem in 1860 tot Officier in de Orde van de Eikenkroon en bij de opening van het Paleis voor Volksvlijt in 1864 tot ridder in de Orde van de Nederlandse Leeuw. 
In 2025 werd Sarphati door lezers van Het Parool verkozen tot grootste Amsterdammer allertijden.

## Eerbetoon

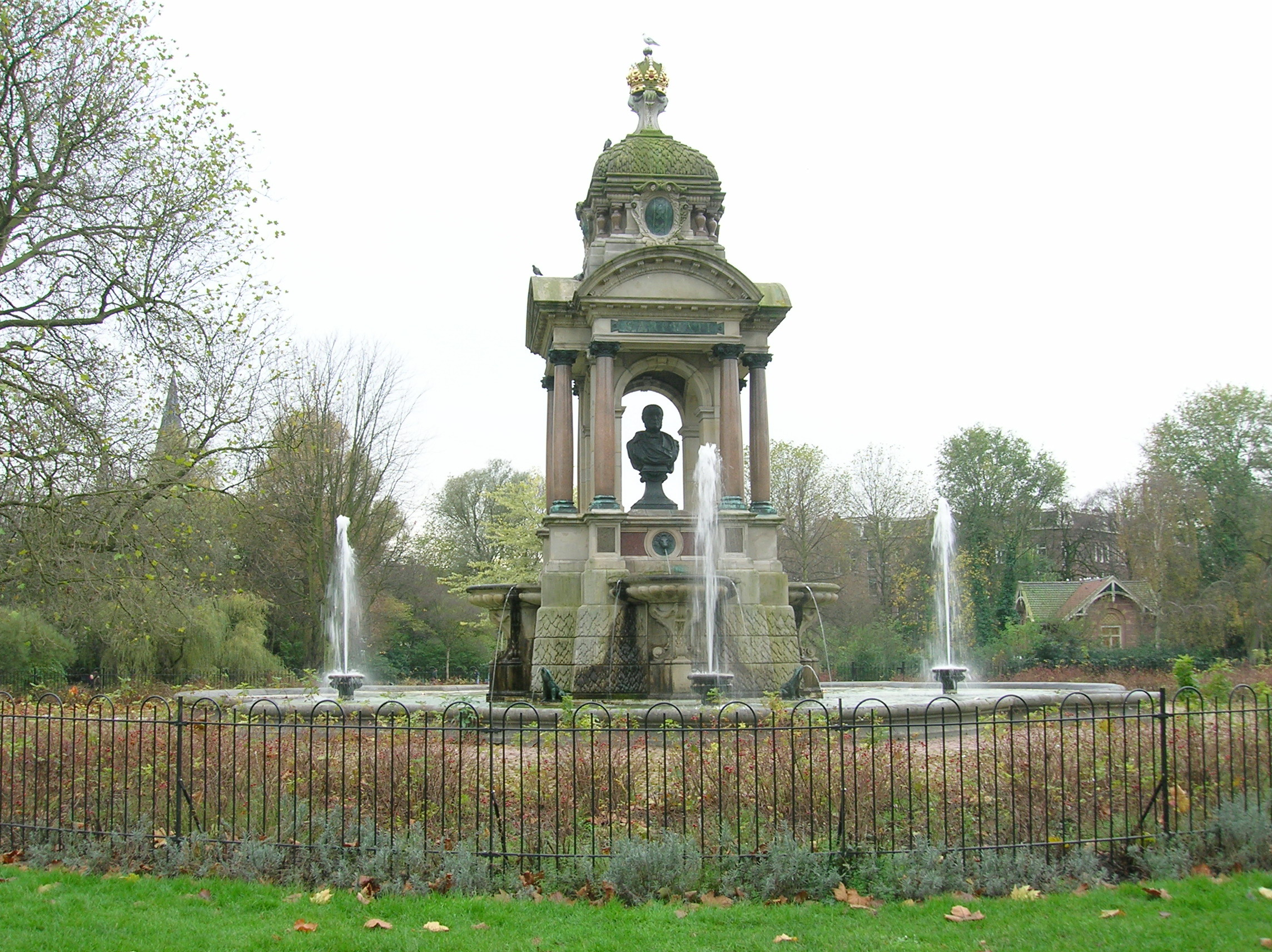
Het Sarphatimonument in het Sarphatipark

- Sarphatistraat - Aan de zuidoostkant van het centrum van Amsterdam loopt sinds 1870 de Sarphatistraat (daarvoor een deel van de Schans).
- Sarphatipark met het Sarphatimonument - In 1877 werd in de Pijp in Amsterdam-Zuid begonnen aan een park dat zijn naam kreeg in 1888: het Sarphatipark. In het midden staat een standbeeld van hem in het Sarphatimonument. Het Sarphatipark ligt niet in dezelfde wijk als de Sarphatistraat. Sarphati gaf de aanzet voor de aanleg van het park, het ontwerp in Engelse landschapsstijl is van de stadsingenieur Jacobus van Niftrik. Om het vijverwater te verversen leidde een ondergrondse buis water uit de Singelgracht van de Stadhouderskade naar het park.
- De studievereniging voor Sociale Geografie en Planologie aan de Universiteit van Amsterdam is vernoemd naar Sarphati, omdat zijn inspanningen invloed hadden op de stedelijke ontwikkeling van Amsterdam.[7]
- Dr. Sarphatihuis - Eveneens in Amsterdam staat aan de Roetersstraat een bejaardenhuis dat sinds 1978 de naam Dr. Sarphatihuis draagt.

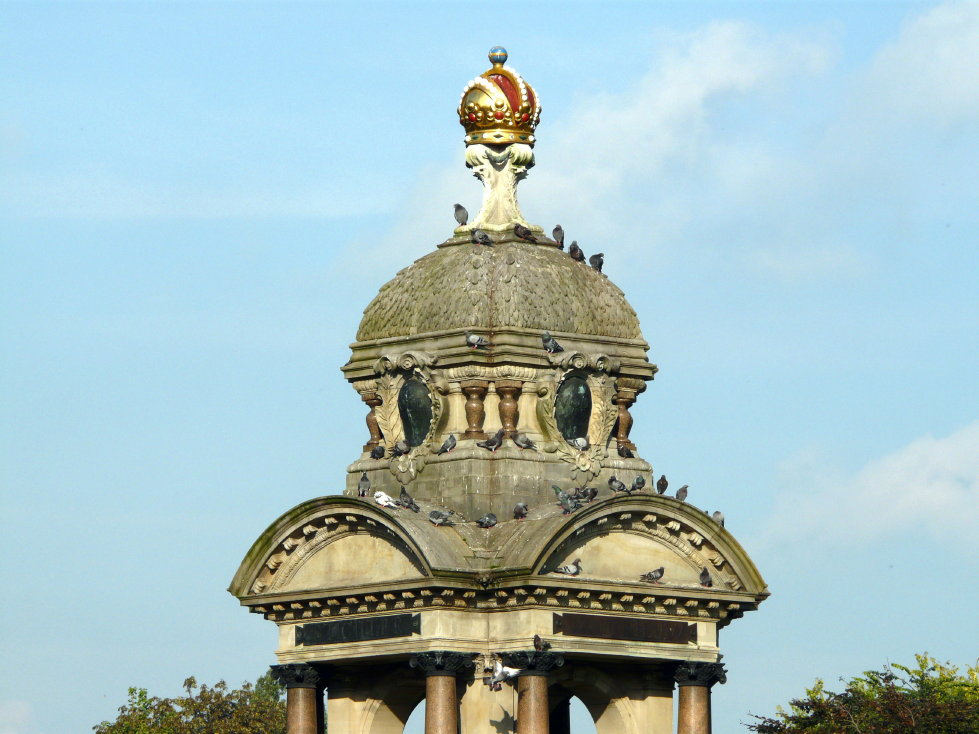
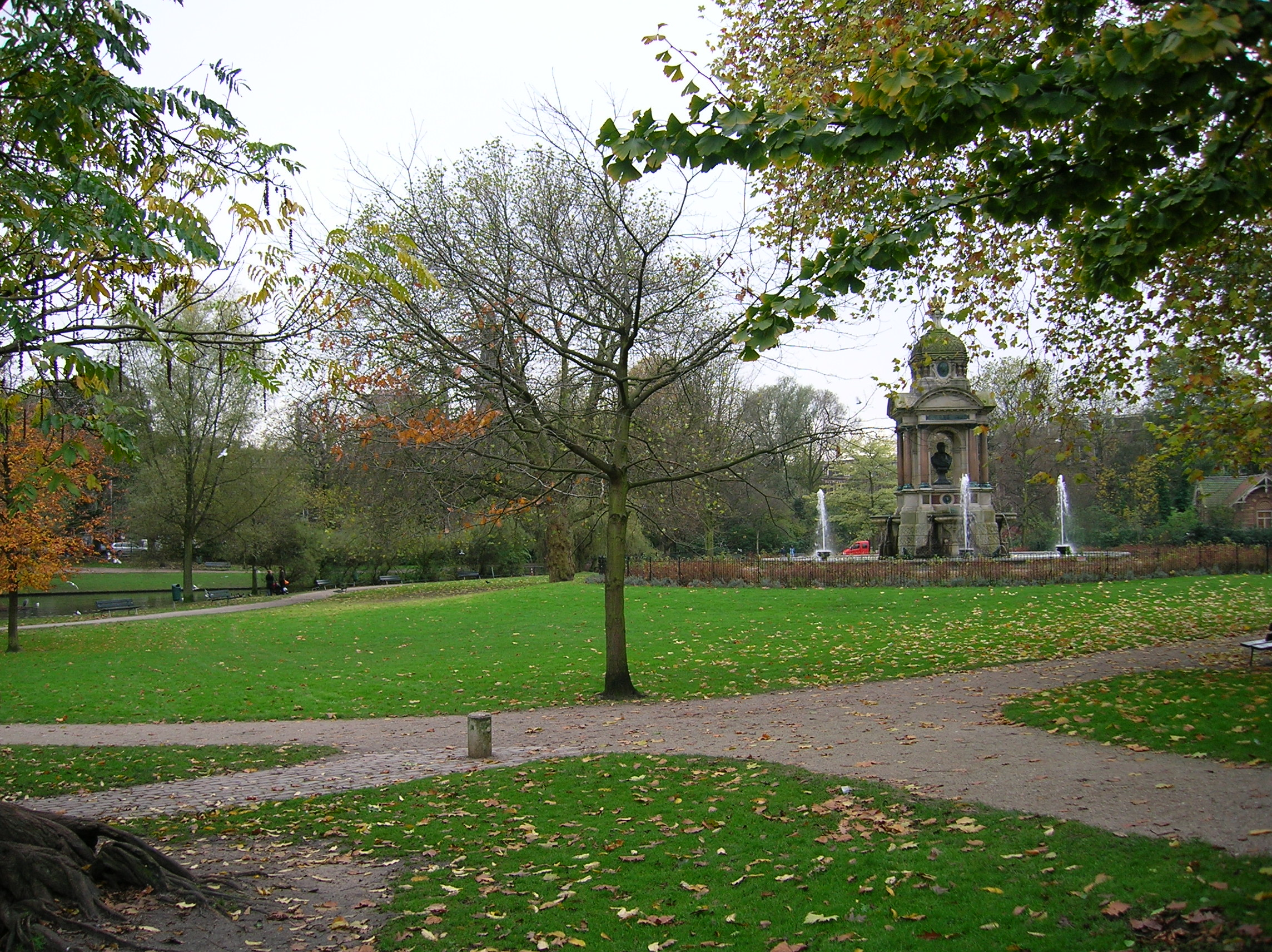
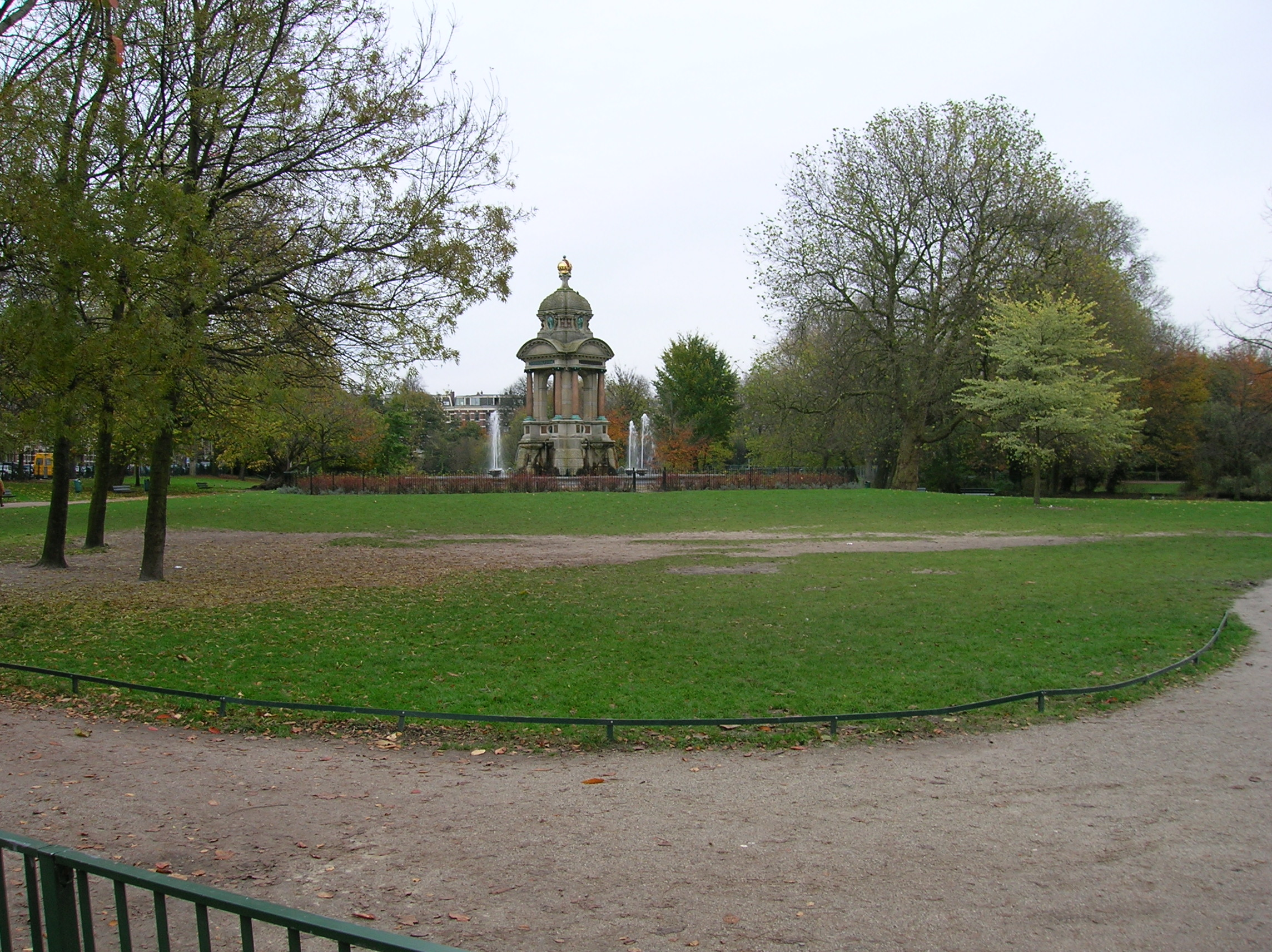